# Szerrádó hangyászmadár
A szerrádó hangyászmadár (Formicivora rufa) a madarak osztályának verébalakúak (Passeriformes) rendjébe és a hangyászmadárfélék (Thamnophilidae) családjába tartozó faj.

## Rendszerezése
A fajt Maximilian zu Wied-Neuwied német herceg, felfedező és természettudós írta le 1831-ben, a Myiothera nembe Myiothera rufa néven.

## Alfajai
- Formicivora rufa chapmani Cherrie, 1916
- Formicivora rufa rufa (Wied-Neuwied, 1831)
- Formicivora rufa urubambae Zimmer, 1932[2]

## Előfordulása
Dél-Amerika középső részén, Bolívia, Brazília, Paraguay, Peru és Suriname területén honos. Természetes élőhelyei a szubtrópusi vagy trópusi lombhullató erdők, nyílt térségek, szavannák, cserjések és gyepek.

## Megjelenése
Testhossza 13 centiméter. Tollazata a háti részen barna, fehér szemöldök sávja van. A hím arc része, torka és melle fekete, a tojó melle világos, sötét csíkokkal.
|  |  |

## Életmódja
Rovarokkal táplálkozik, de valószínűleg pókokat is fogyaszt, melyet az aljnövényzet között keresgél.

## Szaporodása
Bokrokra készíti csésze alakú fészkét.

## Természetvédelmi helyzete
Az elterjedési területe rendkívül nagy, egyedszáma pedig stabil. A Természetvédelmi Világszövetség Vörös listáján nem fenyegetett fajként szerepel.